# سليمة الناجي
سليمة الناجي مهندسة معمارية مغربية وباحثة في الأنثروبولوجيا.
تعدّ سليمة الناجي من أبرز المناضلين لأجل حماية التراث المعماري والحفاظ على تقنيات البناء التقليدية والمحلية في المغرب. توجت سنة 2024 بالميدالية الذهبية الكبرى للأكاديمية الفرنسية للهندسة المعمارية 

## سيرتها
درست سليمة ناجي الهندسة المعمارية في باريس. كما حصلت على شهادة الدكتوراه في الأنثروبولوجيا الاجتماعية من باريز، قبل أن تتابع دراسات عليا في الفنون البصرية والتقنيات وفلسفة الفن.  تقيم في تزنيت منذ عام 2008،

## عملها
كرّست سليمة الناجي أزيد من 10 سنوات للأبحاث حول إيكودار، وهي المخازن الجماعية في القرى الأمازيغية جنوب المغرب، باعتبارها مكونا أساسيا للتراث الأمازيغي المادي ومثالا حيّا للنظام الاجتماعي المتفرد للقبائل الأمازيغية.
وبالموازاة مع ذلك، قامت ولا زالت تقوم بمشاريع ترميم وإعادة تأهيل مباني ومناطق تراثية، منها مخازن جماعية "إيكودار"، مساجد وقصور. كما تعمل ضمن مشروع حماية المدينة العتيقة لتيزنيت جنوب المغرب.
تستخدم سليمة الناجي مواد طبيعية محلية في جميع مشاريعها، أبرزها: الطين، جريد النخل، الخشب، الحجر. وتعمل دائما بشراكة مع الصناع والحرفيين المحليين مع الحرص على تجديد وتطوير تقنياتهم وأساليبهم.

## تفاعلها معزلزال الحوز 2023
في علاقة مع معايير البناء المضادة للزلازل في إعادة الإعمار بعد زلزال الحوز الدي ضرب جنوب المغرب، أكدت سليمة الناجي أن المواد المحلية تحظى بالأولوية، وأن التمسك المبادئ المعمارية التقليدية ليس مجرد حفاظ على التراث، بل هو استجابة ذكية للتحديات المناخية والجيولوجية التي تواجه المنطقة، خاصة بعد هذا زلزال. وأكدت أيضا بأن منطقة الأطلس الكبير تتمتع بإرث معماري يمتد لقرون، أثبت قدرته على الصمود أمام محاولات فرض تقنيات البناء المستوردة، مثل الخرسانة المسلحة، التي غالبًا ما تكون غير متقنة التنفيذ. تعتمد العمارة "التجميعية" على المواد المتوفرة محليًا، مثل الحجر والطين والخشب، مما يجعلها متكيفة تمامًا مع البيئة المحيطة بها. فهي دافئة في الشتاء رغم تساقط الثلوج، ومعتدلة في الصيف رغم موجات الحر الشديدة. إضافة إلى ذلك، فإنها تُعد نموذجًا للاستدامة، حيث لا تؤثر سلبًا على البيئة وتوفر بيئة معيشية مريحة لسكانها.

## مؤلفاتها
- 2001 : "Art et Architecture Berbères du Maroc" (بالعربية: «الفن والمعمار الأمازيغي المغربي») [6]
- 2003 : " Portes du Sud Marocain " (بالعربية: أبواب الجنوب المغربي)[7]
- 2006 : "Greniers collectifs de l’Atlas : Patrimoines du Sud Marocain" (بالعربية: «المخازن الجماعية بالأطلس: تراث الجنوب المغربي») [8]
- 2011 : "Fils de Saints contre Fils d'Esclaves" (بالعربية: «أبناء شرفاء ضد أبناء عبيد») [9]

## جوائز
حصلت سليمة الناجي على عدة جوائز وطنية ودولية، منها:
- 2004: جائزة المعماريين الشباب من منظمة EDF، فرنسا.[10]

- 2008 : جائزة المرأة الأكثر إلهاما من منظمة Mosaic ، الولايات المتحدة.[10]
- 2010 : تكريم من طرف الهيئة الوطنية للمهندسين المعماريين، المغرب.[10]

- 2011 : المركز الثالث على صعيد شمال إفريقيا والشرق الأوسط، في مسابقة LafargeHolcim Awards للعمارة المستدامة.[11]
- 2024 : الميدالية الذهبية الكبرى للأكاديمية الفرنسية للهندسة المعمارية، أرقى جائزة تمنحها هذه المؤسسة العلمية المكرسة لتعزيز التميز في الهندسة المعمارية[12]